# Anolis megalopithecus
Anolis megalopithecus är en ödleart som beskrevs av  Rueda-almonacid 1989. Anolis megalopithecus ingår i släktet anolisar, och familjen Polychrotidae. IUCN kategoriserar arten globalt som otillräckligt studerad. Inga underarter finns listade i Catalogue of Life.